# Józef Murlewski

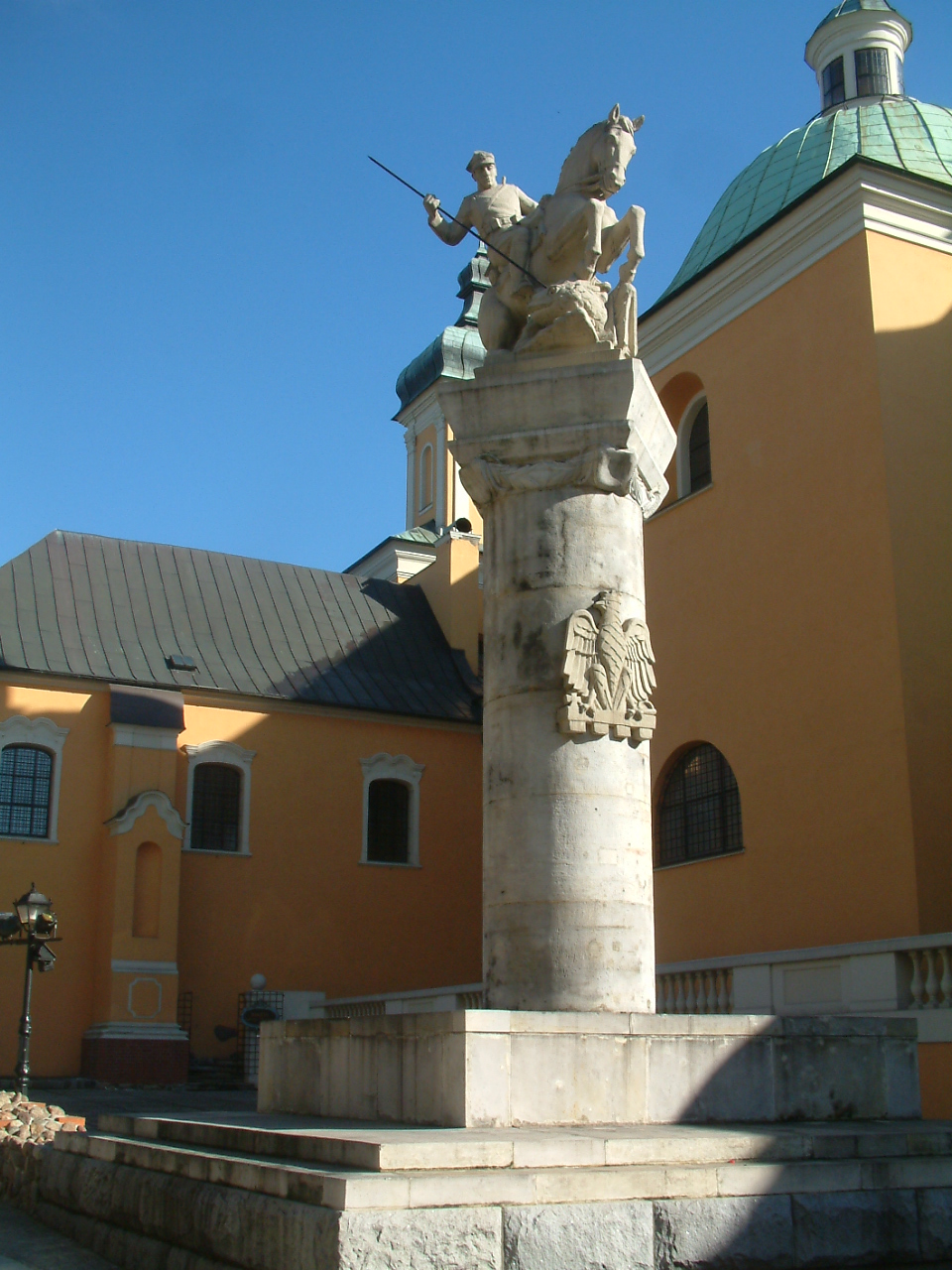
Pomnik 15. Pułku Ułanów Poznańskich

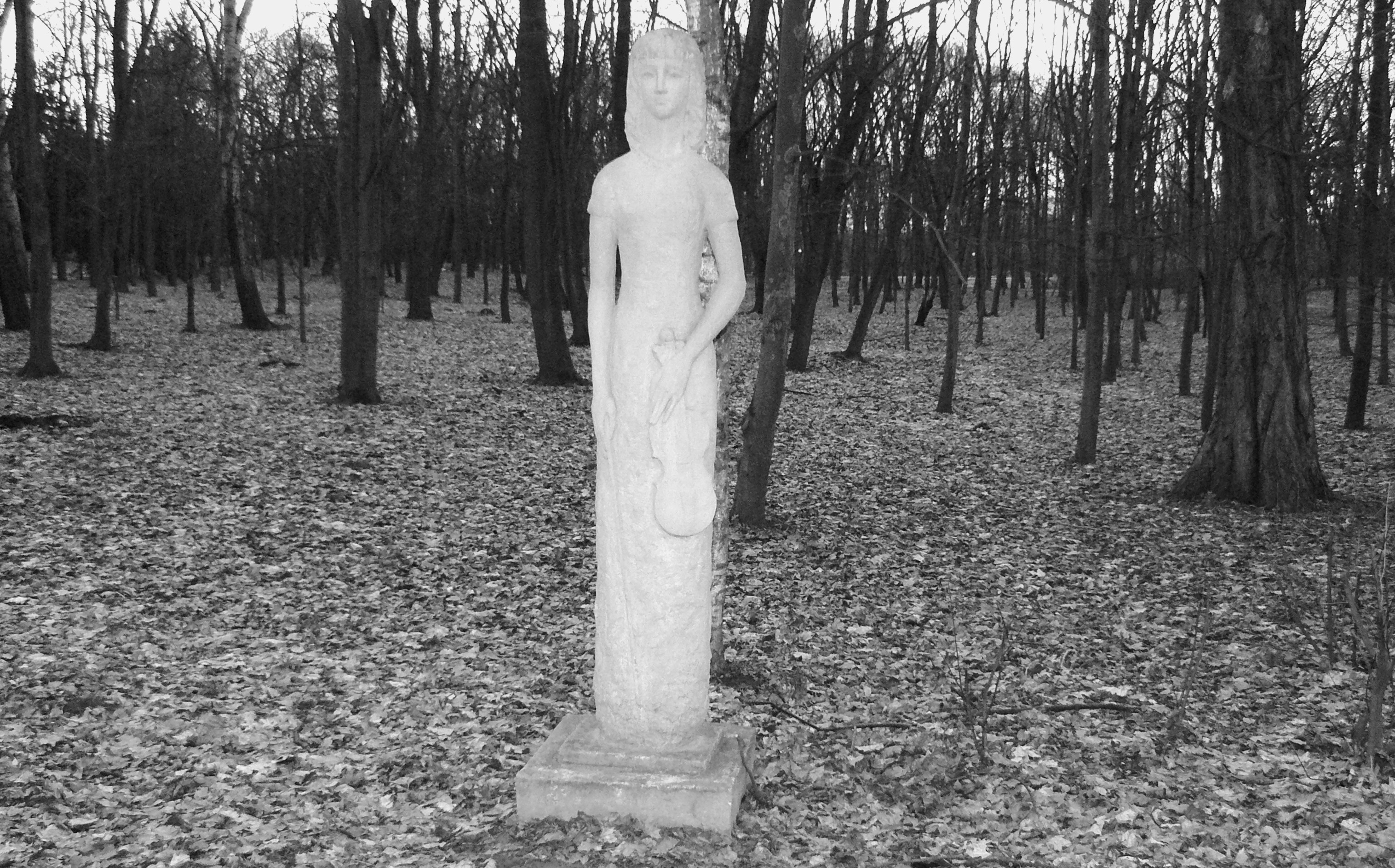
Skrzypaczka na Cytadeli

Józef Murlewski (ur. 13 stycznia 1911 w Jutrosinie, zm. 21 stycznia 2003 w Poznaniu) – polski rzeźbiarz.

## Życiorys
W 1928 rozpoczął studia w Państwowej Szkole Sztuk Zdobniczych i Przemysłu Artystycznego w Poznaniu, w pracowni rzeźby prowadzonej przez Jana Wysockiego. Już podczas studiów współpracował z pismami codziennymi, gdzie zamieszczał swoje rysunki. Naukę kontynuował w Rzymskiej Akademii Sztuk Pięknych w pracowni prof. Mario Gianellego. We wrześniu 1939 wrócił do kraju. 
Okupacje spędził w Poznaniu. Był jednym z organizatorów tajnego nauczania. Po wojnie podjął pracę przy odbudowie. Uczestniczył w pracach konserwatorskich i renowacyjnych na Starym Rynku. Rekonstruował kolumny romańskich w Strzelnie, rzeźby do zabytkowego Pałacu Lipskich w Lewkowie. Jego autorstwa są projekty rekonstrukcji rzeźb zdobiących szczyt budynku Muzeum Narodowego w Poznaniu. Rzeźby artysty znajdują się w zbiorach Muzeum Narodowego w Poznaniu i w Warszawie.
Został pochowany na Cmentarzu Junikowo w Poznaniu.

## Realizacje
- Pomnik powstańców wielkopolskich i ofiar hitleryzmu w Mosinie – 1972
- Rekonstrukcja pomnika 15. Pułku Ułanów Poznańskich stojącego w Poznaniu (wraz z Benedyktem Kasznią) – 1982
- Skrzypaczka na Cytadeli w Poznaniu – 1970[2]